# Daniel Pearson
Daniel Pearson (Cardiff, 26 februari 1994) is een Welsh wielrenner.

## Carrière
Als junior werd Pearson in 2011 nationaal kampioen op de weg, door met tien seconden voorsprong op Jim Lewis en Alex Bottomley solo als eerste te finishen.
In 2014 werd Pearson, één seconde achter Luca Ceolan, tweede in de Coppa della Pace. Ruim een maand later stond hij aan de start van de Ronde van de Aostavallei, waar hij na vijf etappes op de achtste plaats in het algemeen klassement eindigde. Een jaar later wist hij in deze belangrijke Italiaanse beloftenwedstrijd vijfde te worden. In 2016, zijn eerste volledige seizoen bij Team Wiggins, werd Pearson onder meer twaalfde in de Ronde van Kroatië, tiende in de Ronde van de Isard en elfde in zowel de Ronde van de Elzas als de Ronde van Abu Dhabi. In die laatste koers werd hij daarnaast derde in het jongerenklassement. Mede dankzij die prestaties mocht hij voor 2017 een profcontract tekenen bij het nieuw opgerichte Aqua Blue Sport.
Zijn debuut voor de Ierse formatie maakte Pearson in de Ronde van Dubai. Daar eindigde hij op de zestiende plaats in het jongerenklassement, 26 seconden achter Dylan Groenewegen. Twee weken later behaalde hij een betere klassering in de Ronde van Oman: mede dankzij zijn elfde plek in de etappe naar de Djabal Achdar eindigde hij op de vijftiende plek in het eindklassement. In april nam hij deel aan zowel de Waalse Pijl als Luik-Bastenaken-Luik, waarvoor zijn ploeg een wildcard had ontvangen. Beide wedstrijden reed hij echter niet uit.

## Overwinningen
2011
 Brits kampioen op de weg, Junioren
2019
2e etappe Ronde van de Mirabelle
Bergklassement Ronde van de Mirabelle

## Resultaten in voornaamste wedstrijden
| Jaar | Luik-Bast.‑Luik | Ronde van Lombardije | Waalse Pijl | Parijs-Tours |
| ---- | --------------- | -------------------- | ----------- | ------------ |
| 2017 | opgave          |                      | opgave      | 157e         |
| 2018 |                 |                      |             |              |
| 2019 |                 |                      |             |              |
| 2020 |                 |                      |             |              |
| 2021 |                 | opgave               |             |              |

## Ploegen
- 2015 –  Team Wiggins (vanaf 1-10)
- 2016 –  Team Wiggins
- 2017 –  Aqua Blue Sport
- 2018 –  Aqua Blue Sport
- 2019 –  Canyon dhb p/b Bloor Homes
- 2020 –  Canyon dhb p/b Soreen
- 2021 –  Vini Zabù

Blythe · Brammeier · Christian · Denifl · Dunne · Fenn · Gate · Hansen · Howard · Irvine · Koning · Kreder · Nordhaug · Pearson · Warbasse · Watson
Archbold · Blythe · Brammeier · Christian · Denifl · Dunbar · Dunne · Fenn · Gate · Hansen · Koning · Kreder · Pearson · Pedersen · Warbasse · Watson
Bartolozzi · Bertazzo · M. Bevilacqua · S. Bevilacqua · De Bonis · Di Renzo · Frapporti · González · Gradek · Iacchi · Mareczko · Orrico · Pearson · Petelin · Schneiter · Stacchiotti · Stojnić · Tortomasi · van Elzakker · van Empel · Zardini · Ferri (stagiair) · Masotto (stagiair) · Tosin (stagiair)